# Суха Оржиця
Суха́ О́ржиця — річка в Україні, в межах Золотоніського району Черкаської області та Лубенського району Полтавської області. Ліва притока Чумгака (басейн Дніпра). 

## Опис
Довжина річки 37 км, площа басейну 223 км². Долина з пологими схилами, завширшки до 2 км, завглибшки до 10 м, у верхів'ї заболочена. Ширина заплави до 300 м. Річище звивисте, завширшки до 1 м, є стариці та озера. Споруджено кілька ставків. 

## Розташування
Суха Оржиця бере початок на північний захід від села Степанівки. Тече переважно на південний схід. Впадає до Чумгака біля північної околиці села Круподеринців.